# Kleidocerys resedae
Espèce
Kleidocerys resedae, la punaise des chatons du bouleau, est une espèce d'insectes de la famille des Lygaeidae, commune dans l'Holarctique.
Elle se nourrit essentiellement des graines séchées de ses arbres hôtes, principalement l'aulne et le bouleau en Europe. En Amérique du Nord, elle a été enregistrée sur 43 espèces de plantes appartenant à 14 familles différentes.

## Sous-espèces
Quatre sous-espèces sont reconnues :
- Kleidocerys resedae flavicornis (Duda, 1885)
- Kleidocerys resedae fuscomaculatus (Barber, 1953)
- Kleidocerys resedae geminatus (Say, 1832)
- Kleidocerys resedae resedae (Panzer, 1797)

## Classification
Le nom valide complet (avec auteur) de ce taxon est Kleidocerys resedae (Panzer, 1793).
L'espèce a été initialement classée dans le genre Lygaeus sous le protonyme Lygaeus resedae Panzer, 1793.
Ce taxon porte en français le nom vernaculaire ou normalisé suivant : punaise des chatons.
Kleidocerys resedae a pour synonymes :
- Ischnorhynchus flavicornis (Duda, 1885)
- Ischnorrhynchus resedae var. flavicornis Duda, 1885